# El Ronquillo
El Ronquillo – gmina w Hiszpanii, w prowincji Sewilla, w Andaluzji, o powierzchni 76,52 km². W 2011 roku gmina liczyła 1430 mieszkańców.